# Giannina Russ
Giovanna Cerri connue comme Giannina Russ (27 mars 1873 à Lodi - 28 février 1951 à Milan) est une soprano italienne, associée en particulier avec le répertoire italien.

## Biographie
Giovanna Cerri est la fille de Paolo et Luigia Pellizzani. En 1885, la famille Cerri s'installe à Milan où, en 1894, Giannina épouse Carlo Russ, dont elle prend le nom.
Giannina Russ étudie le piano et le chant au conservatoire de musique de Milan avec Alberto Leoni. En mai 1903, elle fait ses débuts en concerts au Circolo della Stampa de Milan, en chantant en duo avec Francesco Tamagno. Elle fait ses débuts à Bologne, dans le rôle de Mimi de La Bohème en 1903 ; puis celui d'Amelia dans Un ballo in maschera. Au Teatro Dal Verme de Milan, elle chante dans L'Africaine de Giacomo Meyerbeer et dans le rôle de Leonora de Il trovatore. Recrutée par la troupe du Teatro Nacional de São Carlos de Lisbonne, pour la saison 1903-1904, elle chante dans Semiramide de Rossini, dans Nabucco dans le rôle d'Abigail et dans Les Vêpres siciliennes, à La Scala de Milan en 1905 dans Aida.
Elle est rapidement invitée à l'étranger et fait ses débuts, en 1904, à la fois à la Royal Opera House à Londres, où elle chante Aida et Un ballo in maschera, aux côtés d’Enrico Caruso et à l'Opéra de Monte-Carlo.
Elle effectue une tournée en Amérique du Sud en 1905 et chante au Théâtre Solís de Montevideo. Au Teatro Colón de Buenos Aires, elle chante dans Edgar de Puccini et Rigoletto. Au Caire, en 1906, elle chante dans Asrael d'Alberto Franchetti et dans La Wally d'Alfredo Catalani ; au Manhattan Opera Company à New York, en 1907, elle chante dans Don Giovanni dans le rôle de Donna Anna.
À Florence, en 1908, elle occupe le rôle principal de la Norma, qui devient son rôle fétiche. À La Scala de Milan, en 1912, elle se produit dans Don Carlo de Verdi, dans Oberon et dans Mosè in Egitto de Rossini dans le rôle d'Anaide. Pendant la première guerre mondiale, elle se produit en Australie dans la saison 1916-1917 .
Russ se produit dans un large éventail de rôles, du bel canto au verismo, son répertoire inclus; Semiramide, Giulia, Amaltea, Paolina, Abigail, Elvira, Leonora, Amelia, Wally, Gioconda, Santuzza, etc.
Sa voix, définie comme une soprano dramatique colorature ou d'agilité, avait un grand volume, un éclat argenté et une polyvalence vocale qui lui permettait d’assumer différents registres et d’interpréter différents rôles. Elle couvrait à la fois les pièces de soprano dramatique et de soprano lyrique léger. Cependant, Giannina Russ avait un tempérament froid et des compétences de scène limitées, de sorte qu'elle n'est pas conservée en mémoire dans l'imaginaire collectif, éclipsée par Emmy Destinn, Nellie Melba ou Luisa Tetrazzini. Elle jouit de plus de succès dans les pays d’Amérique latine que dans les pays Anglo-Saxons. Après sa retraite, elle devient un respectable professeure de chant parmi ses élèves figurent Margherita Grandi et Clara Petrella.

## Enregistrements
Giannina Russ a été l'une des premières chanteuses à utiliser des enregistrements phonographiques. Gravés dans la période 1910-1914 pour la Société Fonotipia Records (en) de Milan. Ces enregistrements ont été récemment proposés de nouveau en CD.
Son répertoire comprend des œuvres écrites par de nombreux musiciens : Mozart (Le nozze di Figaro et Don Giovanni), Rossini (Sémiramide et Mosè), Gaspare Spontini (La Vestale), Carl Maria von Weber (Oberon), Meyerber (L'Africaine). Vincenzo Bellini (Norma), Gaetano Donizetti (Poliuto), Giuseppe Verdi (Aïda, Ernani, Un ballo in maschera, Don Carlo, La forza del destino, Nabucco, Trovatore, Traviata et Rigoletto), Wagner (Tannhauser), Ponchielli (La Gioconda) ), Arrigo Boito (Mefistofele), Bizet (Carmen), Alfredo Catalani (La Wally), Puccini (La Bohème et Madame Butterfly), Pietro Mascagni (L'Amica et Cavalleria rusticana), Umberto Giordano (Fedora et Siberia).
Sa voix peut être écoutée sur l'album d'anthologie The Record of Singing Volume I (1899-1919)